# Доходный дом Московского Басманного товарищества
Доходный дом Московского Басманного товарищества — здание в Москве по адресу Новая Басманная улица, дом 10, строение 1. Выявленный объект культурного наследия.

## История
Дом был построен в 1913 году архитектором Адольфом Зелигсоном по заказу Московского Басманного (Ново-Басманного) товарищества. Предполагалось, что здание станет частью большого жилого комплекса, возвести который планировалось вдоль всего Басманного тупика до Старой Басманной улицы, однако Первая мировая война и последовавшая за ней революция помешала реализации этого проекта. Тем не менее дом на момент постройки относился к числу самых больших в городе. Для обслуживания дома рядом были возведены ещё несколько зданий.
Дом выполнен в монументальном псевдоготическом стиле. Декор фасада состоит из большого количества деталей, однако целостность композиции от этого не нарушается. Позволить себе квартиру в этом доме могли только люди с большими средствами, это был самый дорогой дом на всей улице. Внешнее оформление и внутреннее убранство здания породило в советские годы легенду, что до революции здесь находился публичный дом. Подъезды были украшены люстрами, планировка квартир была индивидуальная. В одной из хозяйственных построек во дворе располагался гараж.
Окрашенная в другой цвет пристройка во дворе старше дома; это остатки особняка прежде находившейся здесь усадьбы XVIII века. Наследники её бывшего владельца, Сергея Дмитриевича Ширяева, продали имение Московскому Басманному товариществу. Зелигсон не стал при строительстве сносить главный усадебный дом, сделав его частью нового здания. Служебные здания во дворе были построены в 1914 году Зелигсоном и Николаем Фалеевым. Дом для конторы доходного дома выполнен в виде небольшого замка с башенкой. В нём размещались служебные квартиры управляющих; квартиры обслуживающего персонала находились в другом доме.
В 1921—1925 годах в доме проживал Мате Залка, а в 1935—1948-м Алексей Фатьянов. Обоим установлены памятные доски на фасаде дома. Борис Акунин использовал дом («дом общества „Великан“») как место действия книги «Любовница смерти».
В 1980-х годах дом был расселён. После реконструкции дом занимал Арбитражный суд города Москвы, освободивший здание в 2009 году. Сейчас здесь располагаются Департамент труда и социальной защиты населения города Москвы, Университет прокуратуры Российской Федерации и иные организации.
В январе 2023 года было объявлено о реставрации фасада и лестниц здания.

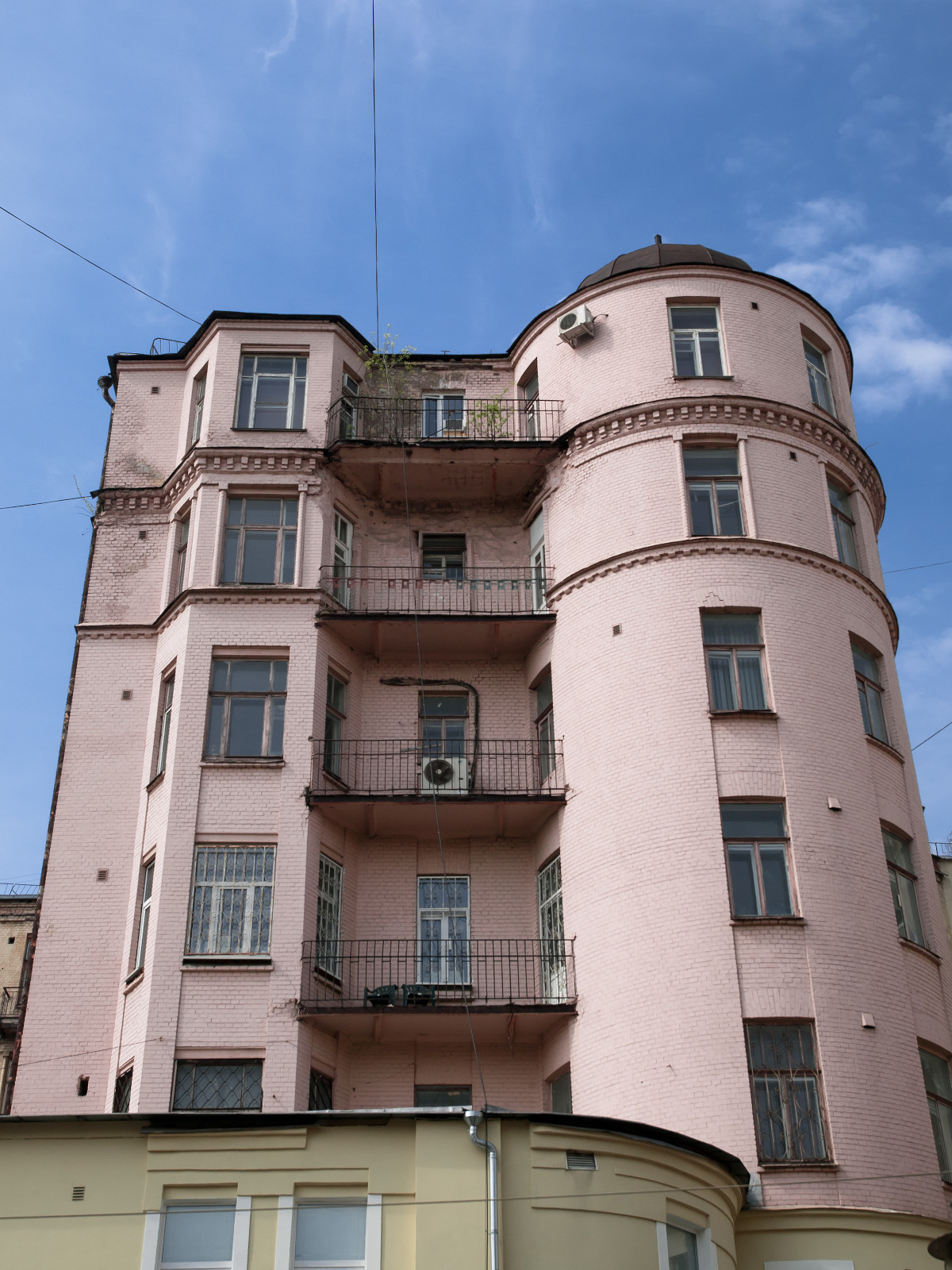
Вид со двора, 2010 год
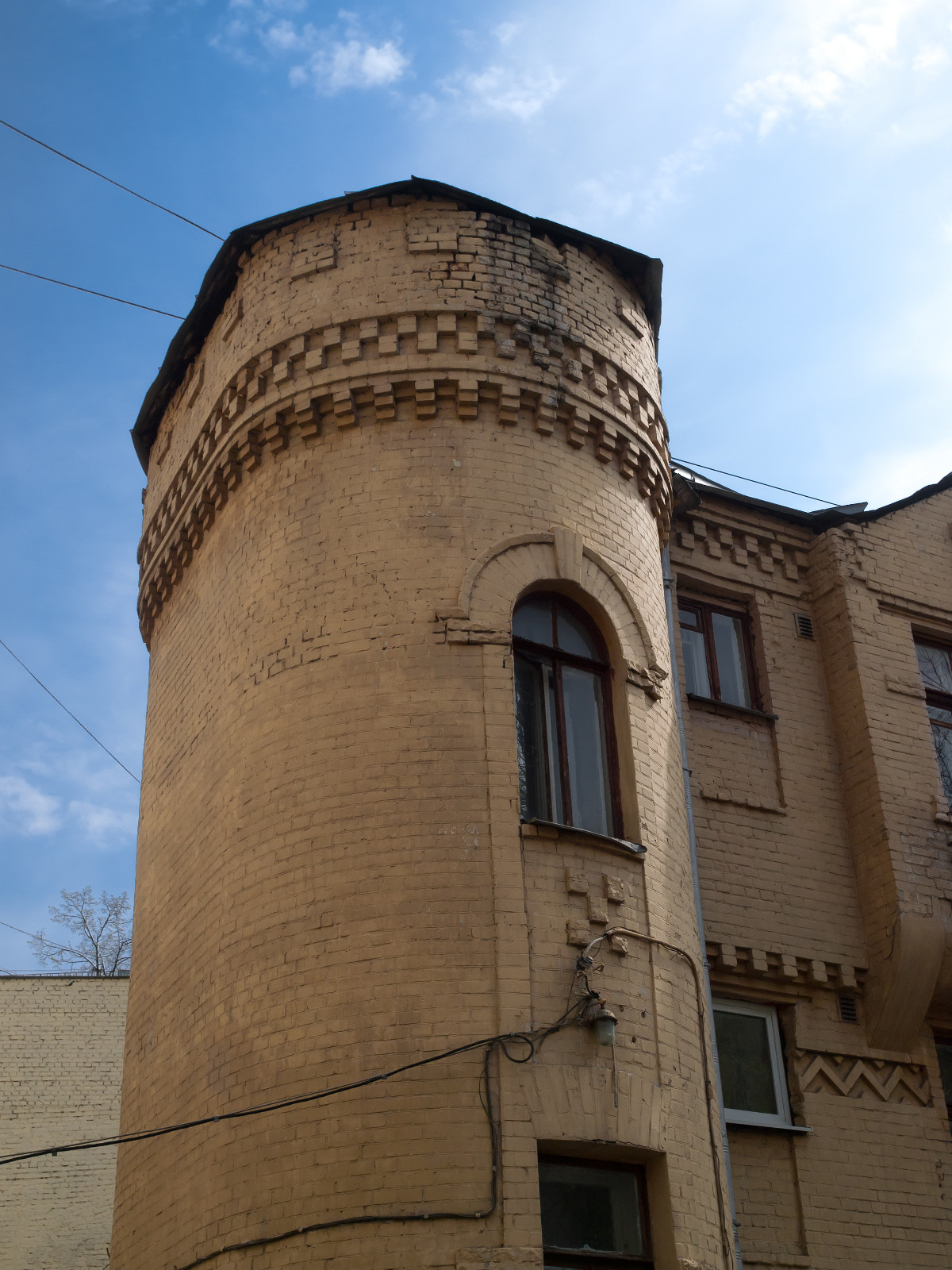
Башенка конторы доходного дома во дворе, 2010 год
Памятная доска Мате Залка
Памятная доска Алексею Фатьянову